# São Lourenço do Douro
São Lourenço do Douro ist ein Ort und eine ehemalige Gemeinde (Freguesia) im portugiesischen Kreis Marco de Canaveses. Die Gemeinde hatte 988 Einwohner (Stand 30. Juni 2011).
Am 29. September 2013 wurden die Gemeinden São Lourenço do Douro und Sande zur neuen Gemeinde Sande e São Lourenço zusammengeschlossen.